# Antoni Pelegrí i Partegàs
Antoni Pelegrí i Partegàs (Barcelona 1907 - 2002) fou un advocat i escriptor català, fill de Joan Pelegrí i Nicolau i de Francesca Partegàs i Forcada, i germà de Joan Pelegrí i Partegàs.
Després de la guerra civil espanyola se celebraren a casa seva durant quinze anys les sessions de l'Institut d'Estudis Catalans. El 1958 va fundar el Centre d'Estudis Interplanetaris i el 1966-1968 fou nomenat president de l'Agrupació Astronàutica Espanyola i del 1976 al 1980 de la Comissió de Defensa dels Drets Humans del Col·legi d'Advocats de Barcelona.
Ha escrit poesia amb el pseudònim Santserni, i articles els drets humans i el dret interplanetari. També ha estat un dels promotors el 1980 de la reaparició de Ràdio Associació de Catalunya. Per la seva tasca cívica i cultural ha rebut la medalla de l'Orde de Sant Ramon de Penyafort (1991), el premi Ramon Aramon i Serra a la lleialtat lingüística (1995) i la Creu de Sant Jordi (1998).

## Obres
- Garlanda d'agapants (1949), poesia
- Transfiguració (1963), poesia
- L'home i el dret en l'espai còsmic (1967)
- Drets humans i constitució espanyola (1990)
- Catalans entre la falç i les fletxes (1996)